# Campeonato Sudamericano de Baloncesto Juvenil Femenino de 2000
El Campeonato Sudamericano de baloncesto Juvenil Femenino de 2000 corresponde a la X edición del Campeonato Sudamericano de Baloncesto Juvenil Femenino, que es organizado por FIBA Américas. Fue disputado en el municipio San Felipe, en el estado Yaracuy en Venezuela entre el 26 de abril y el 1 de mayo de 2000 y clasificó a tres equipos al Fiba Americas Femenino Sub-18 2001.

## Primera fase

### Grupo A
|   | Equipo   | Pts | J | G | P | PF  | PC  | Dif  |
| - | -------- | --- | - | - | - | --- | --- | ---- |
| 1 | Brasil   | 6   | 3 | 3 | 0 | 266 | 111 | 151  |
| 2 | Colombia | 5   | 3 | 2 | 1 | 152 | 183 | -31  |
| 3 | Ecuador  | 4   | 3 | 1 | 2 | 170 | 194 | -24  |
| 4 | Chile    | 3   | 3 | 0 | 3 | 134 | 234 | -100 |

| 26 de abril | Colombia   | 58 - 46 | Chile |  |
|             | San Felipe |         |       |  |

| 26 de abril           | Brasil                | 76 - 47               | Ecuador    |  |
|                       |                       |                       |            |  |
| Parciales: -, -, -, - | Parciales: -, -, -, - | Parciales: -, -, -, - | San Felipe |  |

| 27 de abril           | Ecuador               | 60 - 63               | Colombia   |  |
|                       |                       |                       |            |  |
| Parciales: -, -, -, - | Parciales: -, -, -, - | Parciales: -, -, -, - | San Felipe |  |

| 27 de abril           | Brasil                | 113 - 33              | Chile      |  |
|                       |                       |                       |            |  |
| Parciales: -, -, -, - | Parciales: -, -, -, - | Parciales: -, -, -, - | San Felipe |  |

| 28 de abril           | Chile                 | 55 - 63               | Ecuador    |  |
|                       |                       |                       |            |  |
| Parciales: -, -, -, - | Parciales: -, -, -, - | Parciales: -, -, -, - | San Felipe |  |

| 28 de abril           | Brasil                | 77 - 31               | Colombia   |  |
|                       |                       |                       |            |  |
| Parciales: -, -, -, - | Parciales: -, -, -, - | Parciales: -, -, -, - | San Felipe |  |

### Grupo B
|   | Equipo    | Pts | J | G | P | PF  | PC  | Dif  |
| - | --------- | --- | - | - | - | --- | --- | ---- |
| 1 | Argentina | 6   | 3 | 3 | 0 | 213 | 106 | 107  |
| 2 | Venezuela | 5   | 3 | 2 | 1 | 216 | 171 | 145  |
| 3 | Perú      | 4   | 3 | 1 | 2 | 141 | 191 | -50  |
| 4 | Bolivia   | 3   | 3 | 0 | 3 | 115 | 217 | -102 |

| 26 de abril | Argentina  | 79 - 22 | Bolivia |  |
|             | San Felipe |         |         |  |

| 26 de abril           | Venezuela             | 81 - 54               | Perú       |  |
|                       |                       |                       |            |  |
| Parciales: -, -, -, - | Parciales: -, -, -, - | Parciales: -, -, -, - | San Felipe |  |

| 27 de abril           | Argentina             | 60 - 34               | Perú       |  |
|                       |                       |                       |            |  |
| Parciales: -, -, -, - | Parciales: -, -, -, - | Parciales: -, -, -, - | San Felipe |  |

| 27 de abril           | Venezuela             | 85 - 43               | Bolivia    |  |
|                       |                       |                       |            |  |
| Parciales: -, -, -, - | Parciales: -, -, -, - | Parciales: -, -, -, - | San Felipe |  |

| 28 de abril           | Perú                  | 53 - 50               | Bolivia    |  |
|                       |                       |                       |            |  |
| Parciales: -, -, -, - | Parciales: -, -, -, - | Parciales: -, -, -, - | San Felipe |  |

| 28 de abril           | Venezuela             | 50 - 74               | Argentina  |  |
|                       |                       |                       |            |  |
| Parciales: -, -, -, - | Parciales: -, -, -, - | Parciales: -, -, -, - | San Felipe |  |

#### Séptimo puesto
| 29 de abril           | Chile                 | 46 - 35               | Bolivia    |  |
|                       |                       |                       |            |  |
| Parciales: -, -, -, - | Parciales: -, -, -, - | Parciales: -, -, -, - | San Felipe |  |

#### Quinto puesto
| 29 de abril           | Ecuador               | 40 - 45               | Perú       |  |
|                       |                       |                       |            |  |
| Parciales: -, -, -, - | Parciales: -, -, -, - | Parciales: -, -, -, - | San Felipe |  |

## Fase final

#### Semifinales
| 30 de abril           | Brasil                | 82 - 53               | Venezuela  |  |
|                       |                       |                       |            |  |
| Parciales: -, -, -, - | Parciales: -, -, -, - | Parciales: -, -, -, - | San Felipe |  |

| 30 de abril           | Argentina             | 71 - 42               | Colombia   |  |
|                       |                       |                       |            |  |
| Parciales: -, -, -, - | Parciales: -, -, -, - | Parciales: -, -, -, - | San Felipe |  |

#### Tercer Puesto
| 1 de mayo             | Venezuela             | 65 - 51               | Colombia   |  |
|                       |                       |                       |            |  |
| Parciales: -, -, -, - | Parciales: -, -, -, - | Parciales: -, -, -, - | San Felipe |  |

#### Final
| 1 de mayo             | Brasil                | 75 - 64               | Argentina  |  |
|                       |                       |                       |            |  |
| Parciales: -, -, -, - | Parciales: -, -, -, - | Parciales: -, -, -, - | San Felipe |  |

| Brasil         |
| Campeón Brasil |
| Séptimo Título |

## Clasificación
| Posición | Equipo    |
| -------- | --------- |
| 1        | Brasil    |
| 2        | Argentina |
| 3        | Venezuela |
| 4        | Colombia  |
| 5        | Perú      |
| 6        | Ecuador   |
| 7        | Chile     |
| 8        | Bolivia   |

## Clasificados al FIBA Américas Femenino Sub-18 2001
| Bandera de Brasil | Bandera de Argentina | Bandera de Venezuela |
| Brasil            | Argentina            | Venezuela            |
| ----------------- | -------------------- | -------------------- |